# 측좌핵
측좌핵(側坐核, 영어: nucleus accumbens, NAc 또는 NAcc)은 대뇌기저핵에서 꼬리핵(미상핵) 머리와 조가비핵이 융합된 부위 측면에 기대어 있는 신경핵이다. 이것은 대뇌의 운동 겉질에 영향을 준다. 중격 측좌핵 및 중격 측우핵이 있으며 측핵, 의지핵으로도 불린다.

## 도파민 시스템
기저핵의 도파민 시스템이 알려져있지만 측좌핵 역시 도파민 시스템을 가지고 있는 신경핵으로 잘 알려져 있다. 한편 측좌핵을 중심으로 하는 도파민 시스템의 활성화는 보상 시스템과 관련이 있다.

## 로봇쥐
뇌의 보상 시스템을 조작하여 살아있는 생물체(쥐, 바퀴벌레 등)를 원격으로 행동을 유도하고 제어하는 실험이 미국의 뉴욕주립대 연구팀과 미국 백야드브레인스(Backyard Brains)사와 같은 기업들에 의해 성공적으로 진행된바 있다. 한편 일부 과학자들은 이러한 실험이 윤리적으로 타당하지 않다는 입장을 피력하고 있는 것으로 알려졌다.

## 같이 보기
- 배쪽 피개부
- 흑색질

## 참고 문헌
- 사인언스온-뇌 신경 자극으로 동물 행동을 조종하다 보관됨 2020-08-07 - 웨이백 머신
- (YTN-"잡히면 안돼" 공포 반응, '포식자 로봇-쥐' 실험으로 확인) https://www.yna.co.kr/view/AKR20180418165000017
- (중앙일보, 쥐 뇌세포로 두뇌 만든 로봇 탄생) https://www.joongang.co.kr/article/3261162
- KBS뉴스-쥐 로봇 생체실험 성공